# 박진장군 묘
박진장군묘(朴晋將軍墓)는 대한민국 경기도 연천군에 있는 묘로 조선 선조 때의 무신으로 임진왜란 때 왜군과의 전투에서 큰 업적을 세운 의열공 박진(?∼1597) 장군의 묘이다. 1987년 2월 12일 경기도 기념물 제110호로 지정되었다.
묘역에는 박진의 아버지인 증 의정부영의정 밀흥부원군(密興府院君) 박인수(朴麟壽)의 묘와 박인수 묘 동남쪽에 박진 장군의 묘를 중심으로 홍의로의 묘, 홍의로의 부인인 서원 염씨의 묘, 박정 내외 합장묘, 박구수와 경주 정씨 합장묘, 박문형의 묘가 연속으로 산재해 있다.

## 개요
원래는 조선 전기 세조 때의 정난공신이자 영의정을 지냈으며, 세조의 측근으로 계유정난에 참여한 무장이었던 홍달손의 할아버지 홍의로 내외의 묘소가 자리잡고 있었다.
1597년(선조 30년) 정유재란 중 중국 장수에게 구타당하고 사망한 박진 장군의 시신을 홍의로의 묘 17m 위에 매장하면서 묘역이 조성되었다.
박진의 묘 17m 하단에는 홍의로의 묘가 있고, 홍의로 묘 16m 하단에는 서원 염씨 묘가 있다(후에 후손들이 홍의로의 묘소 앞에 비석을 세움으로써 부부 관계가 확인되었다). 박진의 묘소 동북쪽 50m 지점에는 아버지 박인수 묘역이 있다.
박진 묘소 남쪽으로 34m이자 서원 염씨 묘소 바로 앞에는 박정과 부인 광주 안씨(좌측에 안장)의 합장묘가 있고, 박정 내외 묘소 15m 아래에는 박구수와 경주 정씨 합장묘와 바로 아래에는 박문형의 묘가 있다.

## 같이 보기
- 박진